# Спаська сільська територіальна громада
Спаська сільська громада — територіальна громада в Україні, в Калуському районі Івано-Франківської області. Адміністративний центр — село Спас.
Площа громади — 83,2 км², населення — 3126 мешканців (2018).
Утворена 12 вересня 2017 року шляхом об'єднання Лугівської та Спаської сільських рад Рожнятівського району.

## Населені пункти
До складу громади входять 6 сіл:
- Спас
- Липовиця
- Луги
- Підсухи
- Погорілець
- Суходіл